# Biserica „Sfântul Ioan Teologul” din Copăceni
Biserica „Sf. Ioan Teologul” este o biserică amplasată în Copăceni, raionul Sîngerei, Republica Moldova. Este un monument arhitectural de importanță națională inclus în Registrul monumentelor Republicii Moldova ocrotite de stat cu nr. 2376 (raionul Sîngerei). Datează din 1810.